# Chandra Sturrup
Chandra Sturrup (née le 12 septembre 1971 à Nassau) est une athlète bahaméenne pratiquant le sprint.

## Biographie
Elle débute brillamment sa carrière aux Jeux olympiques d'Atlanta où elle se classe 4e du 100 m et 6e du 200 m. Elle obtient lors de ces mêmes Jeux, une médaille d'argent avec le relais 4 × 100 m. 
Mais des blessures à répétition freinent sa progression au plus haut niveau.
Trois ans plus tard, elle finit 7e des Championnats du monde d'athlétisme à Séville avant de remporter à la surprise générale le titre mondial sur le relais 4 × 100 m avec ses compatriotes Pauline Davis, Sevatheda Fynes et Debbie Ferguson.
En 2000, elle se place parmi les favorites pour le podium des J.O de Sydney en courant en 10 s 86. Mais trop crispée lors de la finale, elle ne prend que la 6e place. Elle se venge de sa déception sur le relais : en rééditant son exploit de Séville, Chandra Sturrup devient championne olympique avec l'aide de ses camarades bahaméennes.
2001 est une année faste pour elle: championne du monde du 60 m à Lisbonne lors des Mondiaux en salle, elle manque de battre Marion Jones au meeting de Lausanne, ne concédant qu'un centième face à l'Américaine.
On la sent capable de monter sur le podium aux Championnats du monde d'Edmonton, mais là encore, Sturrup craque en finale et ne prend que la 4e place.
Perturbée par des blessures en 2002, elle revient merveilleusement en 2003 en remportant les meetings de Oslo, Rome et Paris et en signant la meilleure performance mondiale de la saison (10 s 88). Sa fragilité en championnats se confirme, Sturrup ne terminant que 3e lors de la finale des Mondiaux de Paris, alors qu'elle était la favorite.
On croit sa carrière terminée: en effet, elle est éliminée dès les quarts de finale lors des Jeux olympiques d'Athènes.
En 2005, au plus grand étonnement de tous, elle pulvérise son record personnel à 35 ans, en s'imposant au Meeting de Lausanne en 10 s 84, devant l'Américaine Lauryn Williams et la Française Christine Arron.
On s'attend à un beau duel aux Mondiaux d'Helsinki avec la Guadeloupéenne, elle aussi expérimentée et maudite en championnats.
Lors de la finale du 100 m courue sous la pluie, Sturrup réalise le meilleur départ et se retrouve en tête à 30 mètres de l'arrivée. Mais sa très faible fin de course la repousse à la 4e place derrière l’Américaine Lauryn Williams, la Jamaïcaine Veronica Campbell et la Française Christine Arron.

## Palmarès
| Date | Compétition                              | Lieu             | Résultat | Épreuve   | Temps   |
| ---- | ---------------------------------------- | ---------------- | -------- | --------- | ------- |
| 1989 | Champ. d'Am. centrale et des Caraïbes    | San Juan         | 1re      | 4 x 100 m | 46 s 50 |
| 1990 | Championnats du monde juniors            | Plovdiv          | 6e       | 200 m     | 23 s 81 |
| 1993 | Champ. d'Am. centrale et des Caraïbes    | Cali             | 2e       | 4 x 100 m | 44 s 28 |
| 1993 | Jeux d'Amérique centrale et des Caraïbes | Ponce            | 3e       | 100 m     | 11 s 89 |
| 1996 | Jeux olympiques                          | Atlanta          | 4e       | 100 m     | 11 s 00 |
| 1996 | Jeux olympiques                          | Atlanta          | 6e       | 200 m     | 22 s 54 |
| 1996 | Jeux olympiques                          | Atlanta          | 2e       | 4 x 100 m | 42 s 14 |
| 1997 | Championnats du monde en salle           | Paris            | 2e       | 100 m     | 7 s 15  |
| 1997 | Champ. d'Am. centrale et des Caraïbes    | San Juan         | 1re      | 4 x 100 m | 44 s 00 |
| 1998 | Jeux d'Amérique centrale et des Caraïbes | Maracaibo        | 1re      | 100 m     | 11 s 14 |
| 1998 | Jeux du Commonwealth                     | Kuala Lumpur     | 1re      | 100 m     | 11 s 06 |
| 1998 | Finale mondiale                          | Moscou           | 5e       | 100 m     | 11 s 19 |
| 1998 | Coupe du monde des nations               | Johannesbourg    | 2e       | 100 m     | 10 s 97 |
| 1998 | Coupe du monde des nations               | Johannesbourg    | 2e       | 4 x 100 m | 42 s 44 |
| 1999 | Jeux panaméricains                       | Winnipeg         | 1re      | 100 m     | 11 s 10 |
| 1999 | Championnats du monde                    | Séville          | 7e       | 100 m     | 11 s 06 |
| 1999 | Championnats du monde                    | Séville          | SF       | 200 m     | 22 s 75 |
| 1999 | Championnats du monde                    | Séville          | 1re      | 4 x 100 m | 41 s 92 |
| 2000 | Jeux olympiques                          | Sydney           | 5e       | 100 m     | 11 s 21 |
| 2000 | Jeux olympiques                          | Sydney           | 1re      | 4 x 100 m | 41 s 95 |
| 2000 | Finale mondiale                          | Doha             | 5e       | 100 m     | 11 s 40 |
| 2001 | Championnats du monde en salle           | Lisbonne         | 1re      | 60 m      | 7 s 05  |
| 2001 | Championnats du monde                    | Edmonton         | 3e       | 100 m     | 11 s 02 |
| 2001 | Goodwill Games                           | Brisbane         | 3e       | 100 m     | 11 s 13 |
| 2002 | Jeux du Commonwealth                     | Manchester       | 1re      | 4 x 100 m | 42 s 44 |
| 2003 | Championnats du monde en salle           | Birmingham       | SF       | 60 m      | 7 s 23  |
| 2003 | Championnats du monde                    | Paris            | 2e       | 100 m     | 11 s 02 |
| 2003 | Finale mondiale                          | Monaco           | 4e       | 100 m     | 11 s 12 |
| 2004 | Jeux olympiques                          | Athènes          | QF       | 100 m     | 11 s 46 |
| 2004 | Jeux olympiques                          | Athènes          | 4e       | 4 x 100 m | 42 s 69 |
| 2005 | Champ. d'Am. centrale et des Caraïbes    | Nassau           | 1re      | 100 m     | 11 s 02 |
| 2005 | Champ. d'Am. centrale et des Caraïbes    | Nassau           | 2e       | 4 x 100 m | 43 s 48 |
| 2005 | Championnats du monde                    | Helsinki         | 4e       | 100 m     | 11 s 09 |
| 2005 | Finale mondiale                          | Monaco           | 4e       | 100 m     | 11 s 07 |
| 2007 | Jeux panaméricains                       | Rio de Janeiro   | 3e       | 100 m     | 11 s 29 |
| 2008 | Champ. d'Am. centrale et des Caraïbes    | Cali             | 1re      | 100 m     | 11 s 20 |
| 2008 | Champ. d'Am. centrale et des Caraïbes    | Cali             | 3e       | 4 x 100 m | 44 s 03 |
| 2008 | Jeux olympiques                          | Pékin            | SF       | 100 m     | 11 s 22 |
| 2008 | Finale mondiale                          | Stuttgart        | 7e       | 100 m     | 11 s 23 |
| 2009 | Championnats du monde                    | Berlin           | 7e       | 100 m     | 11 s 05 |
| 2009 | Championnats du monde                    | Berlin           | 2e       | 4 x 100 m | 42 s 29 |
| 2009 | Finale mondiale                          | Thessalonique    | 4e       | 100 m     | 11 s 17 |
| 2010 | Championnats du monde en salle           | Doha             | 5e       | 60 m      | 7 s 16  |
| 2010 | Ligue de diamant                         | Ligue de diamant | 3e       | 100 m     | détails |
| 2012 | Championnats du monde en salle           | Istanbul         | 5e       | 60 m      | 7 s 19  |
| 2012 | Jeux olympiques                          | Londres          | séries   | 4 x 100 m | 43 s 07 |

## Records personnels
| Épreuve    | Temps   | Lieu     | Date            |
| ---------- | ------- | -------- | --------------- |
| 60 mètres  | 7 s 05  | Lisbonne | 11 mars 2001    |
| 100 mètres | 10 s 84 | Lausanne | 5 juillet 2005  |
| 200 mètres | 22 s 33 | Nassau   | 15 juillet 1996 |